# Categorías de intervenciones (impacto ambiental)
Los proyectos de desarrollo, que implican intervenciones importantes en áreas extensas, pueden tener importantes impactos ambientales, los que deben ser evaluados adecuadamente desde el primer momento en que se piensa hacer la intervención.  Al momento de definirse el tipo de evaluación ambiental al cual serán sometidos, el Banco Mundial recomienda asignarles, para efecto de homogeneizar el análisis, una de las cuatro categorías que se describen abajo, según la naturaleza, magnitud y sensibilidad de los problemas ambientales involucrados en el proyecto. 

## Categoría A
Normalmente requiere una evaluación ambiental, pues el proyecto podría tener diversos impactos ambientales importantes.
1. Acuicultura y maricultura (gran escala);
2. Represas y reservorios;
3. Transmisión eléctrica (gran escala);
4. Silvicultura;
5. Plantas industriales (gran escala) y propiedades industriales;
6. Limpieza y nivelación de tierras;
7. Desarrollo mineral (incluyendo petróleo y gas);
8. Conductos (petróleo, gas, y agua);
9. Desarrollo de puertos y bahías;
10. Reclamación y desarrollo de nuevas tierras;
11. Repoblación;
12. Desarrollo de las cuencas de los ríos;
13. Caminos rurales;
14. Desarrollo de energía termoeléctrica e hidroeléctrica;
15. Turismo (gran escala);
16. Transporte (aeropuertos, ferrocarriles, caminos, vías fluviales);
17. Desarrollo urbano (gran escala);
18. Agua potable y saneamiento a nivel urbano (gran escala);
19. Fabricación, transporte, y empleo de pesticidas u otros materiales peligrosos o tóxicos;
20. Proyectos que presentan grave riesgos de accidentes..

## Categoría B
Es apropiado un análisis ambiental más limitado, pues el proyecto podría tener impactos ambientales específicos.
Los proyectos en esta categoría normalmente requieren un análisis ambiental más limitado que la evaluación ambiental.  Se puede aplicar una amplia gama de lineamientos ambientales elaborados por diversas organizaciones.  Adicionalmente, se puede elaborar normas de contaminación ambiental o criterios de diseño para proyectos individuales. 
1. Agroindustrias (pequeña escala);
2. Acuicultura y maricultura (pequeña escala);
3. Transmisión eléctrica (pequeña escala);
4. Industrias (pequeña escala);
5. Riego y drenaje (pequeña escala);
6. Mini energía hidroeléctrica;
7. Instalaciones públicas (hospitales, vivienda. escuelas, etc.);
8. Energía renovable;
9. Electrificación rural;
10. Telecomunicaciones;
11. Turismo (pequeña escala);
12. Desarrollo urbano (pequeña escala); y
13. Agua potable y saneamiento a nivel rural.

## Categoría C
Normalmente no es necesario un análisis ambiental, pues es poco probable que el proyecto tenga impactos ambientales importantes.
Estos proyectos deberían buscar oportunidades para incrementar los beneficios ambientales.
1. Educación (a excepción de la construcción escolar);
2. Planificación familiar;
3. Salud (a excepción de la construcción de hospitales);
4. Nutrición;
5. Desarrollo institucional; y
6. Asistencia técnica.

## Categoría D
Proyectos ambientales que no requieren una evaluación ambiental aparte, puesto que el medio ambiente es uno de los principales fines de la preparación del proyecto.
Es posible que proyectos con un gran enfoque ambiental no requieran de una evaluación ambiental aparte, puesto que el medio ambiente constituiría una parte principal de la preparación del proyecto.

### Proyectos de recuperación de emergencias
Puesto que los proyectos de recuperación de emergencias (a) necesitan ser procesados rápidamente; y, (b) tienen el propósito principal de restaurar instalaciones existentes, normalmente no requieren una evaluación ambiental completa. Sin embargo, se debe determinar el grado en que fue precipitada o exacerbada la emergencia por prácticas ambientales inapropiadas, e incluir medidas correctivas dentro del proyecto de emergencia o una operación crediticia futura.

## Otras formas de categorización
Otros organismos multilaterales de financiación, y muchos países, tienen criterios semejantes, si bien que no idénticos. 
Por ejemplo en el Uruguay, las categorías que se utilizan, en el 2006, son: 
- La categoría A que se asigna a los proyectos con impactos ambientales negativos no significativos, dentro de lo tolerado y previsto por las normas vigentes y no requiere EIA.
- Los proyectos de la categoría B (de impactos significativos moderados) deben hacer un EIA sectorial, y por último;
- Los proyectos de categoría C (impactos negativos significativos) que requieren un estudio de impacto ambiental completo.

- Datos: Q5758666